# Heinrich Scheele (Abt)

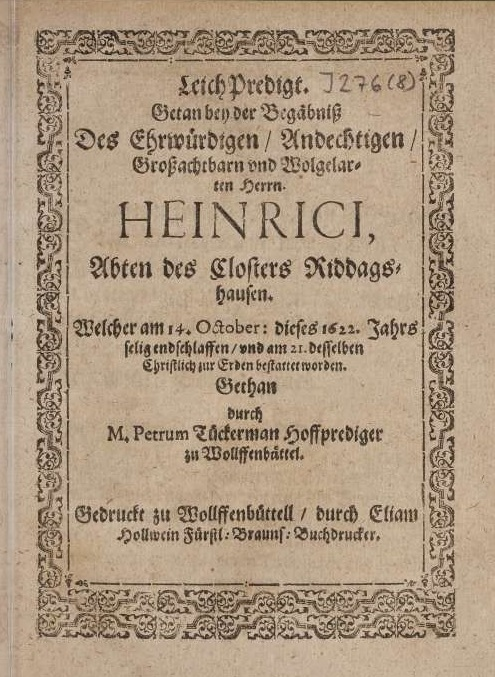
Titelseite der Leichenpredigt des Hofpredigers Peter Tuckermann auf Abt Heinrich Scheele

Heinrich Scheele (* in Ohrum; † 14. Oktober 1622) war ein deutscher evangelisch-lutherischer Geistlicher und zuletzt Abt des Klosters Riddagshausen.

## Leben
Scheele war Sohn eines Bauern. Er studierte Theologie an den Universitäten Helmstedt und Wittenberg. 1604 wurde er als Pastor von Groß und Klein Döhren eingeführt. 1607 wurde er Superintendent in Baddeckenstedt, 1611 Pastor von Querum und Prior des Klosters Riddagshausen. Von 1615 bis zu seinem Tod war er Abt des Klosters. 1619 stiftete er die Orgel der Riddagshäuser Klosterkirche.
Scheeles Leichenpredigt verfasste der damalige Hofprediger und spätere Abt Peter Tuckermann.